# 曾端准
曾端准（1979年8月2日—），出生于日本茨城县鹿嶋市，日本足球运动员，现時效力于日本职业足球联赛足球會鹿岛鹿角。

## 俱乐部生涯
1998年，曾端准在鹿岛鹿角开始职业足球生涯，并且一直效力至今。

## 国家队生涯
曾端准曾經以超龄球员身份代表日本国家奥運足球队参加2004年夏季奥林匹克运动会足球比赛。此外，他还曾经代表日本国家足球队出场4次。